# Maja (crabe)
Pour l’article homonyme, voir Maja (personnage féminin).
Genre
Maja (du latin majo, « mai », nom donné par Linné en raison de son abondance saisonnière au mois de mai), est un genre de crabes correspondant aux araignées de mer, au sens strict.

## Liste des espèces actuelles
Selon Systema Brachyurorum.
- Maja africana Griffin & Tranter, 1986
- Maja bisarmata Rathbun, 1916
- Maja compressipes (Miers, 1879)
- Maja confragosa Griffin & Tranter, 1986
- Maja crispata Risso, 1827 — Petite araignée de mer (Europe)
- Maja erinacea de Ninni, 1924
- Maja gracilipes Chen & Ng, 1999
- Maja gibba Alcock, 1899
- Maja goltziana d'Oliviera, 1888 — Araignée hérissée (Europe)
- Maja japonica Rathbun, 1932
- Maja kominatoensis (Kubo, 1936)
- Maja linapacanensis Rathbun, 1916
- Maja miersii Walker, 1887
- Maja sakaii Takeda & Miyake, 1969
- Maja spinigera (De Haan, 1837)
- Maja squinado (Herbst, 1788) — Araignée de mer (Europe)
- Maja suluensis Rathbun, 1916
- ?Maja capensis Ortmann, 1894
- ?Maja tuberculata De Haan, 1839

Avec Maja brachydactyla récemment élevée au rang d'espèce, le genre Maja compte 18 espèces certaines.
- Maja brachydactyla Balss, 1922 — Araignée de mer (Europe)

Une douzaine d'espèces fossiles sont connues.

### Source
- Lamarck, 1801 : Système des animaux sans vertèbres, ou tableau général des classes, des ordres et des genres de ces animaux; présentant leurs caractères essentiels et leur distribution, d’après la considération de leurs rapports naturels et de leur organisation, et suivant l’arrangement établis dans les galeries du Muséum d’Histoire Naturelle, parmi leur dépouilles conservées; précédé du discours d’ouverture du cours de zoologie, donné dans le Muséum National d’Histoire Naturelle l’an 8 de la République. vol. 11, p. 1-432.